# Réty Imre
Réty Imre (Kiskirályhegyes, 1892. november 6. – Székelyudvarhely, 1976. március 17.) magyar lapszerkesztő, jogi szakíró, közíró.

## Életútja
Középiskoláit Temesvárott végezte (1911), majd a budapesti egyetem hittudományi karán lelkészi diplomát (1915) szerzett és doktorált (1917). 1915–1925 között Temesváron a Csanádi Római Katolikus Egyházmegyei Hatóság tisztviselője. 1926-ban kilép az egyházi rendből és Székelyudvarhelyre költözik, ahol a román nyelvű Harghita című lap 1926-ban indított magyar nyelvű változatának, a Hargitának felelős szerkesztője, majd főszerkesztője; 1929–1933 között Székelyudvarhely város polgármestere. 1936–37-ben ügyvédi diplomát szerez a csernovici egyetemen, ettől fogva Székelyudvarhelyen ügyvédi gyakorlatot is folytat. 1932–33-ban az általa alapított Magyar Kisgazda Párt listáján képviselő a román parlamentben; ugyanennek a pártnak a nevében jegyzi főszerkesztőként, 1936-ban, A Nép című székelyudvarhelyi lapot.
1945–1948 között Székelyudvarhely alpolgármestere, s ebben az időben, 1946. május 1-jéig a Szabadság című hetilap főszerkesztője is. A Megyei, majd Tartományi Ügyvédi Kollégium keretében 1970-ig folytat ügyvédi gyakorlatot.
Életútja első szakaszában, önálló kiadásban, tanulmánya jelent meg a budapesti Religióban (1916) Az unitáriusok keresztsége címmel, doktori értekezése (Lerimi Vincentius Coramonitoriumának irodalmi és dogmatörténeti jelentősége. Temesvár, 1917), valamint Mit tudjunk a baptistákról? (Budapest, 1917) és Lourdes csodái (Budapest, 1918) című önálló kiadású munkái; tanulmányt közölt továbbá Az erdélyi katolicizmus múltja és jelene (Dicsőszentmárton, 1925) című kötetben A csanádi egyházmegye a török hódoltság után címmel, s 1922-ben igazgatója volt a Szociális Misszió Társulat temesvári lapjának, A Napnak, illetve főszerkesztője az ugyancsak Temesvárt, 1921–23 között megjelenő Ifjúságnak.
Jogászként magyar fordításban és jegyzetekkel ellátva megjelentette A II. konverziós törvényt (Arad, 1933), s ugyanennek elkészítette népszerű ismertetését is.